# Bernd Scherer
Bernd Scherer (* 22. Mai 1961 in Ludwigshafen am Rhein) ist ein ehemaliger deutscher Ringer und Vizeeuropameister 1985 im Papiergewicht (bis 48 kg Körpergewicht) im griechisch-römischen Stil.

## Werdegang
Bernd Scherer wuchs in Ludwigshafen am Rhein auf. Er begann zusammen mit seinen Brüdern Freddy Scherer und Markus Scherer Ende der 1960er Jahre bei Trainer Walter Gehring bei der KSG Ludwigshafen mit dem Ringen. Bernd Scherer war wie seine Brüder sehr leicht und wog als Erwachsener im Regelfall zwischen 50 kg und 55 kg. Bereits als Jugendlicher gehörte Scherer in den jeweiligen Altersgruppen zu den besten Ringern in der Bundesrepublik Deutschland im griechisch-römischen Stil.
1973 wurde Bernd Scherer mit zwölf Jahren zweiter Sieger bei der deutschen Schülermeisterschaft (Altersgruppe bis zum 14. Lebensjahr) in der Klasse bis 25 kg Körpergewicht. 1974 wurde er deutscher Schülermeister in der Klasse bis 31 kg. Deutscher Jugendmeister wurde er 1978 (bis 44 kg) und 1979 (bis 48 kg). 1980 und 1981 wurde Scherer deutscher Juniorenmeister (jeweils in der Klasse bis 52 kg). Deutscher Meister bei den Senioren (Papiergewicht) wurde er in den Jahren 1984, 1985 und 1987. Im Jahr 1988 schließlich siegte er bei den Deutschen Meisterschaften im Fliegengewicht.
Bernd Scherer stand während seiner Karriere stets in harter Konkurrenz zu seinen Brüdern. Alle drei rangen ausschließlich im griechisch-römischen Stil und mussten, wenn sie internationale Erfolge erzielen wollten, in das Papiergewicht (bis 48 kg Körpergewicht) abtrainieren. Für das Fliegengewicht (bis 52 kg) reichten ihre körperlichen Voraussetzungen nicht aus, um in der Weltelite mithalten zu können. Im Papiergewicht indes zählten sie lange Zeit zur internationalen Spitzenklasse.
Nachdem Bernd Scherer bei der Jugend-Weltmeisterschaft 1979 im Papiergewicht den 2. Platz belegt hatte, musste er bis 1984 auf seinen nächsten internationalen Einsatz (Europameisterschaft in Jönköping) warten. Dort verfehlte er mit einem 4. Platz nur knapp eine Medaille, die er jedoch ein Jahr später bei der Europameisterschaft in Leipzig mit einem 2. Platz gewann. (Häufig wird in Statistiken fehlerhafterweise Markus Scherer als 2. der EM 1985 im Papiergewicht genannt.)
Bei der Weltmeisterschaft des gleichen Jahres in Kolbotn (Norwegen) startete sein Bruder Markus im Papiergewicht. Daher musste Bernd Scherer in das Fliegengewicht ausweichen und kam in dieser Gewichtsklasse auf den 9. Rang. Ähnlich erging es ihm bei den Europameisterschaften 1986 in Athen und 1987 in Tampere. Beide Male musste er im Fliegengewicht starten und belegte die Plätze 10 und 8.
Nachdem sich Bernd Scherer nicht für die Olympischen Spiele 1988 in Seoul qualifiziert hatte, beendete er seine internationale Ringerlaufbahn. Danach war er noch einige Jahre erfolgreich für den KSV Wiesental als Mannschaftskämpfer aktiv.

## Internationale Erfolge
(alle Wettkämpfe im griechisch-römischen Stil, WM = Weltmeisterschaft, EM = Europameisterschaft,  Papiergewicht, auch als Halbfliegengewicht bezeichnet, damals bis 48 kg, Fliegengewicht, damals bis 52 kg Körpergewicht)
| Jahr | Platz | Wettbewerb                                   | Gewichtsklasse | |
| 1979 | 2.    | Jugend-WM in Colorado Springs                | Papier         | hinter Mark Fuller, USA und vor E. Goris, Niederlande                                                                                                |
| 1980 | 2.    | Großer Preis der BRD in Aschaffenburg        | Papier         | hinter Constantin Alexandru, Rumänien u. vor Roman Kierpacz, Polen, Kent Andersson, Schweden u. Ferenc Seres, Ungarn                                 |
| 1981 | 4.    | Junioren-WM in Vancouver                     | Papier         | hinter Mark Fuller, USA, Magyatdin Allachwerdijew, UdSSR, Bratan Zenow, Bulgarien, vor Lars Rønningen, Norwegen                                      |
| 1982 | 3.    | Großer Preis der BRD in Freiburg im Breisgau | Papier         | hinter Wassili Anikin, UdSSR und Freddy Scherer, BRD                                                                                                 |
| 1984 | 4.    | EM in Jönköping                              | Papier         | mit Siegen über Niculae Onica, Rumänien und Krysztof Mudrecki, Polen und Niederlagen gegen Ortze Ortzew, UdSSR und Vincenzo Maenza, Italien          |
| 1985 | 2.    | EM in Leipzig                                | Papier         | mit Siegen über Sefit Aydin, Türkei, Magnusson, Schweden u. Csaba Vadász, Ungarn und Niederlagen gegen Krysztof Mudrecki und Bratan Zenow, Bulgarien |
| 1985 | 9.    | WM in Kolbotn/Norwegen                       | Fliegen        | mit einem Sieg über Kalivas, Griechenland und Niederlagen gegen Mihai Cișmaș, Rumänien, Jon Rønningen, Norwegen und Roman Kierpacz                   |
| 1986 | 10.   | EM in Athen                                  | Fliegen        | mit einem Sieg über Per Nielsen, Dänemark und Niederlagen gegen Stanislaw Wroblewski, Polen und Sergej Dudajew, UdSSR                                |
| 1987 | 8.    | EM in Tampere                                | Fliegen        | mit einem Sieg über Öhrn, Schweden und Niederlagen gegen Roman Kierpacz, Serge Robert, Frankreich und Jyski Vesterinen, Finnland                     |

## Deutsche Meisterschaften
| Jahr | Platz | Gewichtsklasse |                                                                         |
| 1980 | 2.    | Papier         | hinter Freddy Scherer, Wiesental und vor Christoph Hellmann, Köllerbach |
| 1982 | 2.    | Fliegen        | hinter Hans Eglseer, Bad Reichenhall und vor Carmine Cantalupe, Hörde   |
| 1984 | 1.    | Papier         | vor Freddy Scherer und Ingo Kohler, TuS Adelhausen                      |
| 1985 | 1.    | Papier         | vor Freddy Scherer und Roger Press, Freiburg-Haslach                    |
| 1986 | 2.    | Fliegen        | hinter Markus Scherer, Schifferstadt und Karl Waller, Regensburg        |
| 1987 | 1.    | Papier         | vor Rosario Schmitt, Schifferstadt und Heiko Schaaf, Pirmasens          |
| 1988 | 1.    | Fliegen        | vor Markus Scherer und Rosario Schmitt                                  |